# Meloisey
Meloisey é uma comuna francesa na região administrativa da Borgonha-Franco-Condado, no departamento de Côte-d'Or. Estende-se por uma área de 12,23 km². Em 2010 a comuna tinha 328 habitantes (densidade: 26,8 hab./km²).